# Regió de Biombo
La Regió de Biombo és una regió a l'oest de Guinea Bissau. La seva capital és Quinhámel. Limita al nord amb la regió de Cacheu, a l'est i al sud amb l'oceà Atlàntic, i a l'oest amb la regió d'Oio i el sector autònom de Bissau. Juntament amb les regions de Cacheu i Oio forma la província de Norte.
L'extensió de territori d'aquesta regió abasta una superfície de 839 quilòmetres quadrats, per la qual cosa és la regió de menor superfície del país. La població es compon d'uns 97.120 residents (xifres del cens de l'any 2009). La densitat de població és de 115 habitants per quilòmetre quadrat.

## Sectors

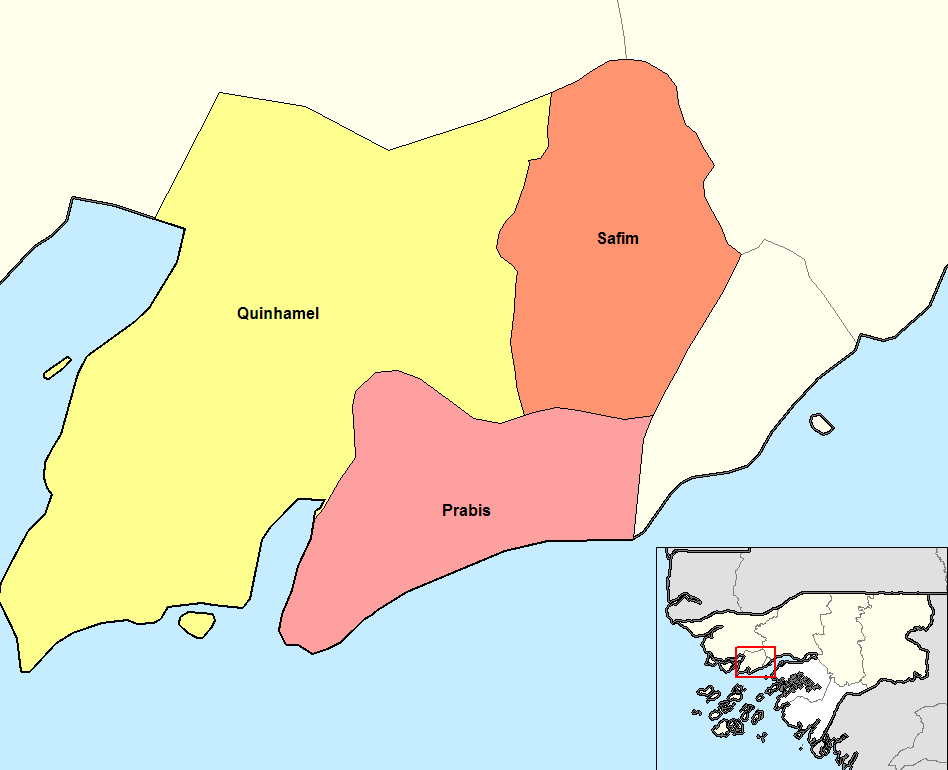
Sectors de Biombo

La regió de Biombo es divideix en tres sectors: 
- Prabis
- Quinhámel
- Safim